# Raffaele de Franco
Raffaele Maria de Franco (Caccuri, 30 marzo 1803 – Catanzaro, 23 agosto 1883) è stato un vescovo cattolico italiano.

## Biografia
Raffaele de Franco nacque a Caccuri il 30 marzo 1803 da Antonio e Agata Florio. Educato nel seminario di Catanzaro, ricevette i sacramenti della confermazione, della tonsura e di quattro ordini minori dal vescovo Giovanni Francesco D'Alessandria; passò poi a Roma, dove fu dapprima ordinato suddiacono dal cardinale Giuseppe della Porta Rodiani e successivamente diacono dal cardinale Giacinto Placido Zurla.
Preposto come canonico della collegiata di Caccuri nel 1819, seguì poi la nomina quale arcidiacono della Cattedrale di Strongoli.
Ordinato presbitero nell'ottobre 1825 da Gelasio Serao, vescovo di Cariati, fu vicario generale dell'arcidiocesi di Chieti durante gli episcopati di Carlo Maria Cernelli e Giosuè Maria Saggese dal 1827 al 1852, anno quest'ultimo della sua nomina a vescovo di Catanzaro, avvenuta il 18 marzo per volontà di papa Pio IX.
Ricevette l'ordinazione episcopale nella basilica dei Santi XII Apostoli a Roma il 28 marzo 1852 dal cardinale Costantino Patrizi Naro e dai co-consacratori Antonio Ligi Bussi, arcivescovo titolare di Iconio, e Vincenzo Tizzani, già vescovo di Terni.
Nel 1869 fu padre conciliare del Concilio Vaticano I e, in virtù del suo notevole livello di conoscenza in materia di diritto canonico, venne nominato componente della Commissione dei Canonisti.
Nell'ottobre del 1880 tenne un sinodo diocesano nella sua Catanzaro, a quasi un secolo di distanza dall'ultimo sinodo tenuto dall'allora vescovo Salvatore Spinelli nel 1783.
Morì all'età di 80 anni a Catanzaro il 23 agosto 1883, dopo aver governato la diocesi di Catanzaro per oltre 30 anni.

## Genealogia episcopale
La genealogia episcopale è:
- Cardinale Scipione Rebiba
- Cardinale Giulio Antonio Santori
- Cardinale Girolamo Bernerio, O.P.
- Arcivescovo Galeazzo Sanvitale
- Cardinale Ludovico Ludovisi
- Cardinale Luigi Caetani
- Cardinale Ulderico Carpegna
- Cardinale Paluzzo Paluzzi Altieri degli Albertoni
- Papa Benedetto XIII
- Papa Benedetto XIV
- Papa Clemente XIII
- Cardinale Marcantonio Colonna
- Cardinale Giacinto Sigismondo Gerdil, B.
- Cardinale Giulio Maria della Somaglia
- Cardinale Carlo Odescalchi, S.I.
- Cardinale Costantino Patrizi Naro
- Vescovo Raffaele de Franco